# 宜春戰鬥
宜春戰鬥發生於1925年9月9日－10日，地點則是在中國贛西。是北洋政府時期，國民革命軍北伐戰爭戰鬥之一，交戰兩方為國民革命軍二軍、三軍及贛一師、贛九混旅部。